# Lliga per a la Defensa del Patrimoni Natural
La Lliga per a la Defensa del Patrimoni Natural, també coneguda per les seves sigles com DEPANA, és una organització cívica i no governamental, sense ànim de lucre, que va ser fundada a Barcelona el 1976 per defensar el patrimoni natural del país des d'una perspectiva globalitzadora dels problemes que afecten les espècies, els ecosistemes i les relacions de l'ésser humà amb el medi. El 1979 va ser declarada d'utilitat pública.
Depana ha treballat per posar les bases que permetin que Catalunya es desenvolupi d'una manera més sostenible, a través d'un millor equilibri en la gestió dels recursos naturals. Les campanyes i activitats que ha dut a terme, basades sempre en un rigorós assessorament científic, l'han convertit en una associació prestigiosa que encarna
el projecte de conservació de la natura més important del país. Col·labora amb les administracions locals, autonòmica i estatal, i forma part de nombroses comissions i juntes d'assessorament d'organismes públics, com ara el Consell de Protecció de la Natura, les juntes dels parcs naturals, els consells de caça, pesca i qualitat ambiental, l'Agència Catalana de l'Aigua, el Consell de Medi Ambient i Sostenibilitat de Barcelona, etc.
La seva tasca es realitza majoritàriament a través de col·laboradors voluntaris i es finança amb les aportacions dels 1.800 socis amb què compta avui dia. El seu òrgan d'expressió és la revista L'Agró Negre, a través de la qual dona a conèixer les seves activitats i altres notícies i opinions destacades en temes ambientals d'interès general.
Depana és membre del CIDN (Consejo Ibérico para la Defensa de la Naturaleza), de la BEE (Oficina Europea del Medi Ambient), d'Eurosite i de la UICN (Unió Internacional per a la Conservació de la Natura), organització amb la qual col·laborà en la preparació del IV Congrés Mundial de la Natura que se celebrà a Barcelona l'octubre de 2008. El 2007 va rebre la Medalla d'Honor de Barcelona.
El 2018 ha guanyat el Premi Medi Ambient 2018 de la Generalitat de Catalunya; Premi a la trajectòria de protecció i millora del medi ambient; pels seus més de 40 anys de treball a favor de la natura i el medi ambient, com a primera entitat ecologista de Catalunya. El jurat ha destacat “el seu ressò mediàtic, i la seva participació i organització de bona part de campanyes de salvaguarda del medi natural a tot Catalunya”, així com el seu treball amb la ciutadania amb projectes d'educació ambiental.
El 2019 Lliga per a la Defensa del Patrimoni Natural o Depana i la Fundación Oso Pardo van establir un acord de col·laboració per treballar conjuntament en la conservació de l'ós bru als Pirineus. Aquest conveni va incloure la realització de projectes i activitats destinades a la conservació de l'espècie i el seu hàbitat, cobrint àrees com la recerca aplicada, la comunicació i l'educació ambiental. La col·laboració entre Depana i Fundación Oso Pardo va buscar contribuir de manera permanent a la protecció d'aquesta emblemàtica espècie a la regió dels Pirineus.
El 2022 es va estrenar el videoclip Som Natura! és la cançó de defensa del Delta del Llobregat. Els beneficis es destinen íntegrament a DEPANA, Lliga per a la Defensa del Patrimoni Natural amb la col·laboració del Ajuntament del Prat del Llobregat. La cançó participen els cantants: Carme Canela, Donovan, Gerard Quintana, Guillem Solé cantant de Buhos, Joan i Lluís Fortuny, Jofre Bardagí, Lídia Pujol, Lluís Llach, Koko-Jean Davis, Magalí Sare, Marc Martínez, Mone Teruel, Monica Green, Montse Castellà, Natxo Tarrés, Pep Sala, Sara Pi, Sicus Carbonell, Sílvia Comes, Suu i Txell Sust.
El 2023 ha aconseguit la suspensió cautelar de la construcció del Centre d’Acollida d’Animals de Companyia de Barcelona (CAAB) a Montcada i Reixac, impugnat per la seva ubicació al Parc Natural de Collserola. Argumenten que aquesta àrea protegida no ha de ser alterada per aquest tipus d’instal·lacions. Depana sol·licita mesures cautelars per evitar l'impacte ambiental al Parc Natural de la Serra de Collserola, insistint en la necessitat d'un centre d'acollida d'animals abandonats de qualitat fora d'espais protegits. En el 2020, van proposar Montjuïc com a alternativa, però l'Ajuntament de Barcelona va ignorar la proposta.

## Zona d'Especial Protecció per a les Aus del Delta del Llobregat

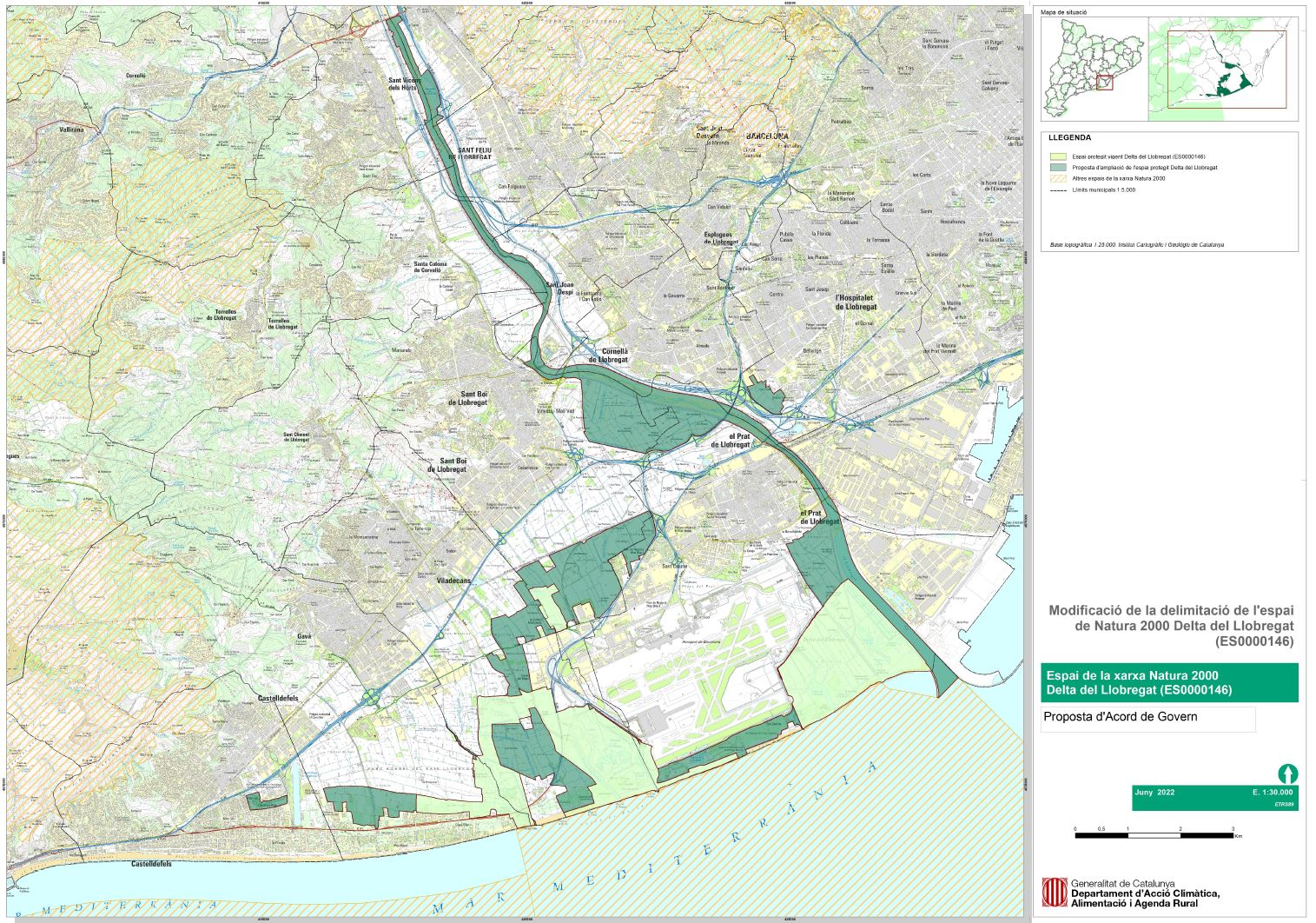
ZEPA Delta del Llobregat: en verd fosc, àrea ampliada el 2024. En verd clar, àrea protegida anterior.

A conseqüència de les obres d'ampliació del Port de Barcelona el 2004 la desembocadura del riu Llobregat va ser desviada 2,5 quilòmetres cap al sud en els 3,5 darrers quilòmetres del riu. En paral·lel, el 2009 s'inaugurà la nova Terminal de l'Aeroport del Prat (T1), de més de 500.000 m², amb la que es va augmentar la capacitat de l'aeroport fins als 55 milions de passatgers anuals. Entre les mesures compensatòries previstes en les Declaracions d'Impacte Ambiental de les respectives obres estava l'ampliació de la Zona d'Especial Protecció per a les Aus (ZEPA) del Delta Del Llobregat.
El febrer de 2021 la Comissió Europea envià una carta a les autoritats ambientals competents sol·licitant la millora en la gestió, compensació de danys ambientals previs i ampliació dels espais protegits del Delta del Llobregat (específicament referida a la ZEPA). La carta fou motivada per una denúncia de DEPANA per l'incompliment dels compromisos de les administracions arran de l'ampliació de l'aeroport del Prat i el desviament del tram final del Llobregat per l'ampliació del Port de Barcelona.
Això provocà que el juny del 2022 la Generalitat de Catalunya anuncià la proposta d'ampliació de la ZEPA del delta del Llobregat, que en aquell moment era de 935 hectàrees. Tanmateix, el 5 d'octubre del 2023, el Parlament de Catalunya aprovà una moció instant l'executiu a aturar el projecte d'ampliació de l'espai. Finalment, el 23 de juliol de 2024 el govern aprovà ampliar la ZEPA en 1.472,07 ha, suposant una superfície protegida final de 2.407,12 ha.